# ATP-toernooi van Belgrado
De Serbia Open of het  ATP-toernooi van Belgrado is een jaarlijks tennistoernooi voor mannen dat wordt gespeeld in het Servische Belgrado als onderdeel van de ATP Tour 250. Het toernooi wordt gespeeld op gravel op het Novak Tennis Center (SRPC Milan Gale Muškatirović). Het toernooi werd voor het eerst georganiseerd in 2009 en was daarmee het eerste ATP-toernooi in de geschiedenis van Servië. Van 2013 tot en met 2020 werd er geen toernooi georganiseerd.
De toernooiorganisatie (Family Sport) nam in 2009 de licentie over van het ATP-toernooi van Amersfoort. Dit na financiële tussenkomst van de familie van de Servische topper Novak Đoković. Đoković wist de eerste editie te winnen. Na de editie van 2012 verkocht de organisatie de toernooilicentie terug aan de ATP. Een gebrek aan sponsoren en slechte bezoekersaantallen waren de belangrijkste redenen om de licentie te verkopen. De ATP had geen plannen om de licentie opnieuw beschikbaar te stellen aan een nieuwe toernooiorganisatie.
In 2021 werd het toernooi nieuw leven ingeblazen nadat organisatiebureau Tara 2016s, onder leiding van Djordje Djokovic (broer van Novak Djokovic) in oktober 2020 de mogelijkheid kreeg om de licentie van het ATP-toernooi van Boedapest voor vijf jaar te leasen van Ion Țiriac, met daarbij een optie tot koop. Ion Țiriac verhuurde de licentie van 2017-2020 aan het ATP-toernooi van Boedepest en daarvoor van aan het ATP-toernooi van Boekarest. De organisatie heeft het doel om met het toernooi uit te groeien tot een ATP Tour 500 toernooi.
Vanwege de wens van de organisatie om uit te groeien naar een ATP Tour 500 toernooi, ging de organisatie de locatie 'Novak Tennis Centre' uitbreiden en werd voor de editie van 2023 uitgeweken naar Banja Luka.
De doorgang van het toernooi in 2024 is onzeker. De licentiehouder Ion Țiriac, die van 2021 tot en met 2023 de licentie verhuurde aan de toernooiorganisatie 'Tara 2016s', wil de licentie terug om weer een toernooi in Roemenië te organiseren. De toernooiorganisatie wil graag doorgaan met het toernooi en is naarstig op zoek naar een nieuwe licentie. Er zijn 2 opties: een andere lopende licentie overkopen of nieuwe licentie kopen van de ATP, de 2e optie is hoogt onwaarschijnlijk aangezien de ATP geen extra toernooien op de kalender wil.
In 2021 vond een maand later wordt op dezelfde locatie het WTA-toernooi van Belgrado voor de vrouwen gehouden. Dit vrouwentoernooi vond slechts eenmaal plaats.

## Finales

### Enkelspel
| Datum       | Naam          | Categorie     | (€)           | Ondergrond        | Winnaar           | Verliezend finalist | Uitslag          |               |
| ----------- | ------------- | ------------- | ------------- | ----------------- | ----------------- | ------------------- | ---------------- | ------------- |
| 04-05-2009  | Serbia Open   | ATP 250       | € 398.250     | Gravel, buiten    | Novak Đoković (1) | Łukasz Kubot        | 6-3, 7-6(0)      | Details       |
| 03-05-2010  | Serbia Open   | ATP 250       | € 373.200     | Gravel, buiten    | Sam Querrey       | John Isner          | 3-6, 7-6(4), 6-4 | Details       |
| 25-04-2011  | Serbia Open   | ATP 250       | € 364.900     | Gravel, buiten    | Novak Đoković (2) | Feliciano López     | 7-6(4), 6-2      | Details       |
| 30-04-2012  | Serbia Open   | ATP 250       | € 366.950     | Gravel, buiten    | Andreas Seppi     | Benoît Paire        | 6-3, 6-2         | Details       |
| 2013 - 2020 | Geen toernooi | Geen toernooi | Geen toernooi | Geen toernooi     | Geen toernooi     | Geen toernooi       | Geen toernooi    | Geen toernooi |
| 25-04-2021  | Serbia Open   | ATP 250       | € 650.000     | Gravel, buiten    | Matteo Berrettini | Aslan Karatsev      | 6-1, 3-6, 7-6(0) | Details       |
| 24-04-2022  | Serbia Open   | ATP 250       | € 534.555     | Gravel, buiten    | Andrej Roebljov   | Novak Djokovic      | 6-2, 6-7(4), 6-0 | Details       |
| 2023        | Geen toernooi | Geen toernooi | Geen toernooi | Geen toernooi     | Geen toernooi     | Geen toernooi       | Geen toernooi    | Geen toernooi |
| 09-11-2024  | Belgrade Open | ATP 250       | € 750.000     | Hardcourt, binnen | Denis Shapovalov  | Hamad Međedović     | 6-4, 6-4         | Details       |

### Dubbelspel
| Datum       | Naam          | Categorie     | (€)           | Ondergrond        | Winnaar                              | Verliezend finalist               | Uitslag             |               |
| ----------- | ------------- | ------------- | ------------- | ----------------- | ------------------------------------ | --------------------------------- | ------------------- | ------------- |
| 04-05-2009  | Serbia Open   | ATP 250       | € 398.250     | Gravel, buiten    | Łukasz Kubot Oliver Marach           | Johan Brunström Jean-Julien Rojer | 6-2, 7-6(3)         | Details       |
| 03-05-2010  | Serbia Open   | ATP 250       | € 373.200     | Gravel, buiten    | Santiago González Travis Rettenmaier | Tomasz Bednarek Mateusz Kowalczyk | 7-6(6), 6-1         | Details       |
| 25-04-2011  | Serbia Open   | ATP 250       | € 364.900     | Gravel, buiten    | František Čermák Filip Polášek       | Oliver Marach Alexander Peya      | 7-5, 6-2            | Details       |
| 30-04-2012  | Serbia Open   | ATP 250       | € 366.950     | Gravel, buiten    | Jonathan Erlich Andy Ram             | Martin Emmrich Andreas Siljeström | 4-6, 6-2, [10-6]    | Details       |
| 2013 - 2020 | Geen toernooi | Geen toernooi | Geen toernooi | Geen toernooi     | Geen toernooi                        | Geen toernooi                     | Geen toernooi       | Geen toernooi |
| 24-04-2021  | Belgrade Open | ATP 250       | € 650.000     | Gravel, buiten    | Ivan Sabanov Matej Sabanov           | Ariel Behar Gonzalo Escobar       | 6-3, 7-6(5)         | Details       |
| 24-04-2022  | Serbia Open   | ATP 250       | € 534.555     | Gravel, buiten    | Ariel Behar Gonzalo Escobar          | Nikola Mektić Mate Pavić          | 6-2, 3-6, [10-7]    | Details       |
| 2023        | Geen toernooi | Geen toernooi | Geen toernooi | Geen toernooi     | Geen toernooi                        | Geen toernooi                     | Geen toernooi       | Geen toernooi |
| 09-11-2024  | Serbia Open   | ATP 250       | € 750.000     | Hardcourt, binnen | Jamie Murray John Peers              | Ivan Dodig Skander Mansouri       | 3-6, 7-6(5), [11-9] | Details       |

## Statistieken

### Meeste enkelspeltitels
| Aantal titels | Speler        | Jaren      |
| ------------- | ------------- | ---------- |
| 2             | Novak Đoković | 2009, 2021 |

(Bijgewerkt t/m 2024)

### Meeste enkelspeltitels per land
| Aantal titels | Land                |
| ------------- | ------------------- |
| 2             | Italië              |
| 2             | Servië              |
| 1             | Canada              |
| 1             | Russische tennisser |
| 1             | Verenigde Staten    |

(Bijgewerkt t/m 2024)